# Komiker (Film)
Komiker ist ein Schweizer Film aus dem Jahr 2000 von Regisseur Markus Imboden. Das Drehbuch wurde von Beat Schlatter und Walter Bretscher geschrieben.

## Handlung
Roni Beck ist ein äusserst erfolgloser Komiker und lebt, da er sich keine eigene Bleibe leisten kann, bei seiner Mutter im Altersheim. Als ihn aber der Heimleiter Serge entdeckt, verdonnert er ihn gegen Kost und Logis zur Arbeit als Hilfspfleger. 
Während seiner Arbeit schreibt er ein Kabarett-Programm, welches aber voll und ganz scheitert. Serge, fest überzeugt von seinen eigenen kabarettistischen Fähigkeiten, schreibt daraufhin ein Programm für Roni. Daraus entwickelt sich eine rasante Geschichte mit vielen schillernden Persönlichkeiten und vielen tragisch-komischen Momenten. Zum Schluss werden alle Beziehungen einer skurrilen Kabarett-Vorstellung von Serge neu gemischt und nichts ist, wie es einmal war.
Die Nebenhandlung des Films dreht sich um die wirtschaftliche Situation des Altersheims. Während Serge auf Kosten der Heimbewohner in die eigene Tasche wirtschaftet, versucht der Heimbesitzer Ernst, das Altersheim zu schliessen, bis der Alt-Börsianer André Klein kurzerhand die gesamte Liegenschaft aufkauft.

## Kritik
„Rabenschwarze Komödie mit absurdem Humor und einer Fülle von Gags und wunderbaren Gastauftritten, die die Welt sinnfällig als ein Narrenhaus beschreibt und die Kunst der Komödie hinterfragt. Der preisgekrönte Film war in seinem Entstehungsland die umsatzträchtigste Schweizer Produktion.“